# Venezuela (subte de Buenos Aires)
Venezuela es una estación de la línea H de la red de subterráneos de la ciudad de Buenos Aires ubicada debajo de la Avenida Jujuy entre la calle Venezuela y la Avenida Belgrano, en el barrio de Balvanera.
Posee una tipología subterránea con 2 andenes laterales y dos vías. Posee un vestíbulo superior que conecta las plataformas con los accesos en la calle mediante escaleras, escaleras mecánicas y ascensores; además posee indicaciones en braille en gran parte de sus instalaciones como así también baños adaptados y servicio de Wi-Fi público.

## Historia
Fue inaugurada en dos ocasiones. La obra civil se inauguró el 31 de mayo de 2007, pero la apertura al servicio de pasajeros recién tuvo lugar el 18 de octubre de 2007 junto con las estaciones Once, Humberto I, Inclán y Caseros.
En el diseño de la estación participó el estudio de arquitectura Berdichevsky-Cherny.

## Decoración
En el tímpano y vestíbulo se encuentran obras sobre los tangos Vida mía, Orquesta Típica Select y otras de Osvaldo Fresedo del artista Carlos Nine, como parte del paseo cultural del tango.

## Hitos urbanos
Se encuentran en las cercanías de esta:
- Plaza Dr. J. M. Velasco Ibarra
- Hospital Ramos Mejía
- Comisaría N° 8 de la Policía Federal Argentina
- Centro Médico Barial (CMB) N° 29
- Escuela Primaria Común N° 05 Paul Groussac
- Escuela Primaria Común N° 06 Dr. Guillermo Correa
- Escuela Técnica N.º 25 Tte. 1º de Artillería Fray Luis Beltrán
- Escuela Primaria Común N.º 15 Francisco Narciso de Laprida
- Escuela Técnica N.º 26 Confederación Suiza
- Escuela Normal Superior N.º 02 en Lenguas Vivas Mariano Acosta
- Biblioteca del Instituto Argentino del Envase
- Museo de Marcapasos y Precursores de la Medicina Moderna
- El Bar Notable: Bar de Cao

## Imágenes

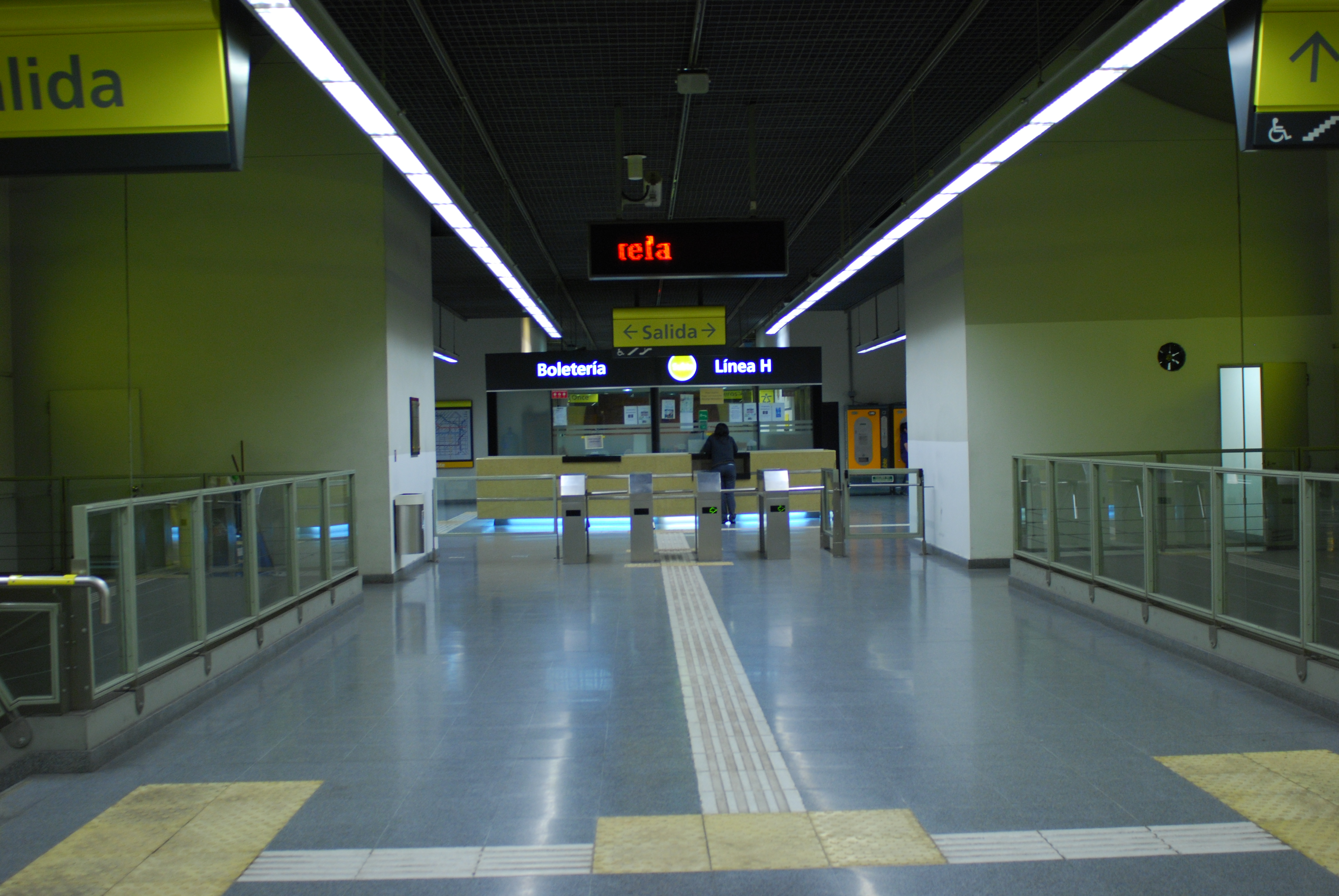
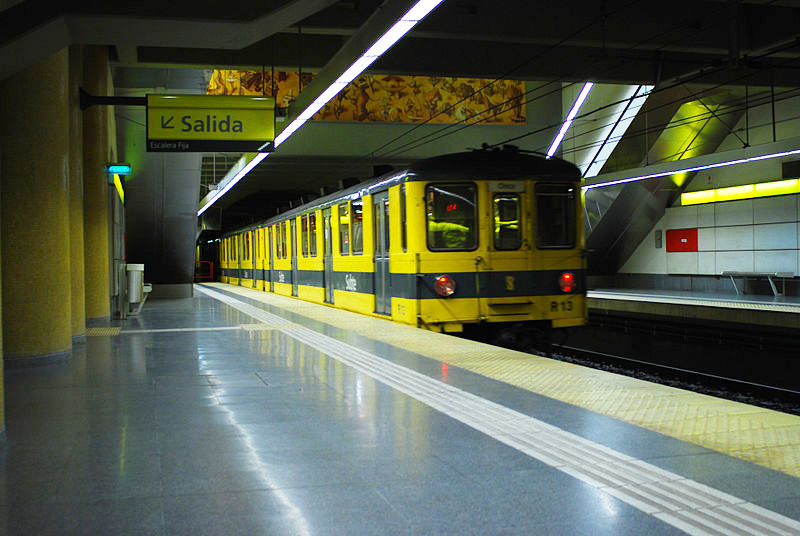
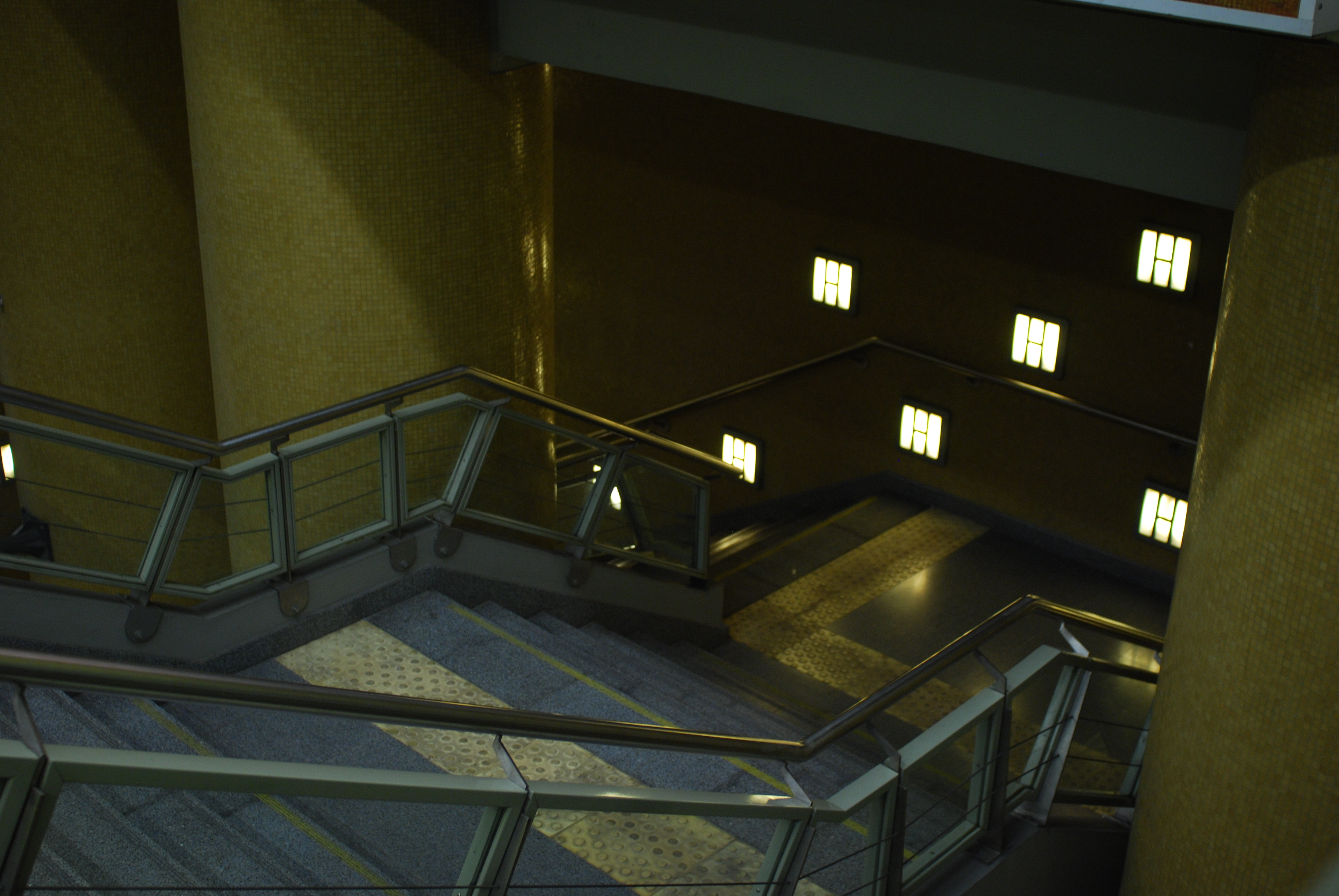
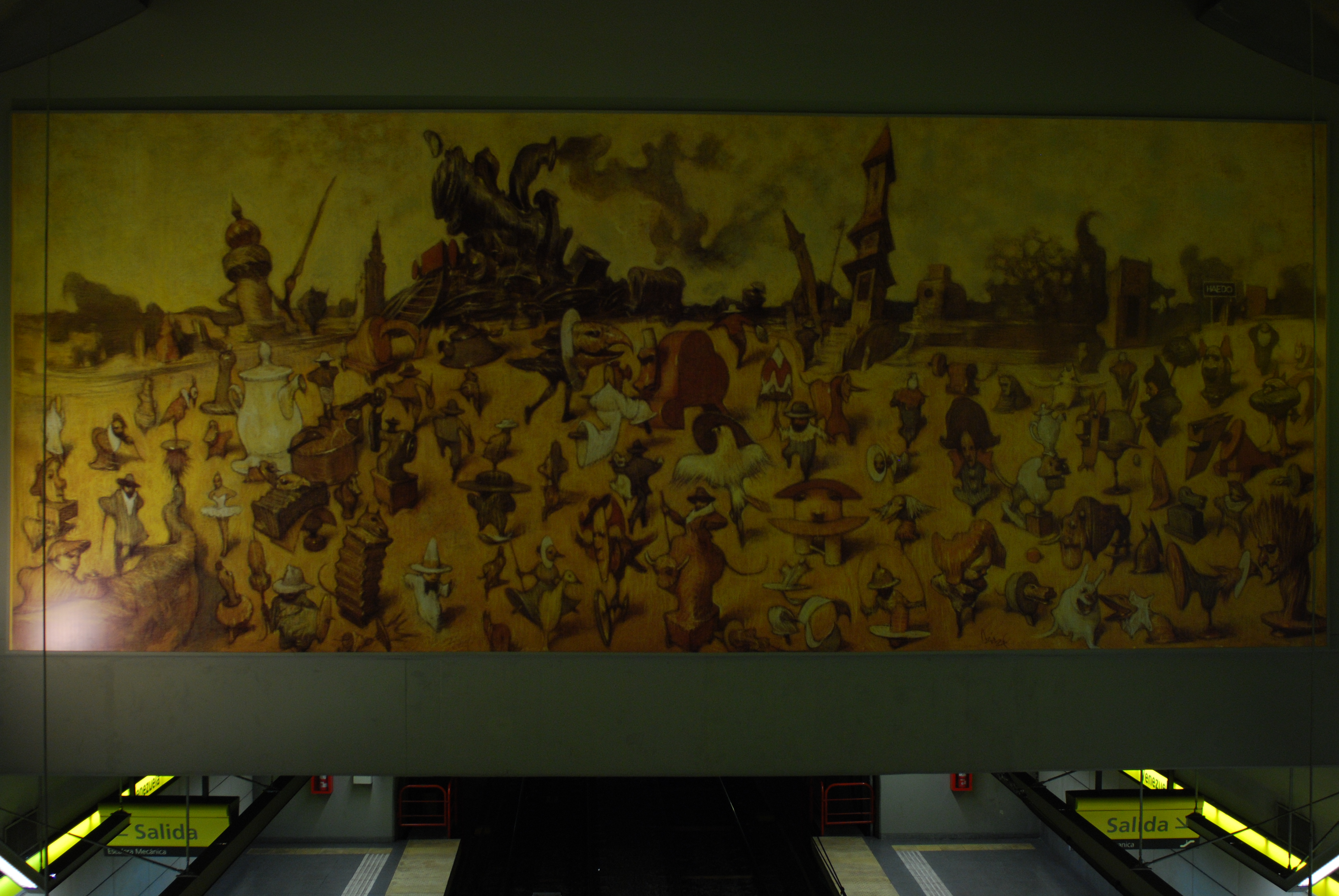
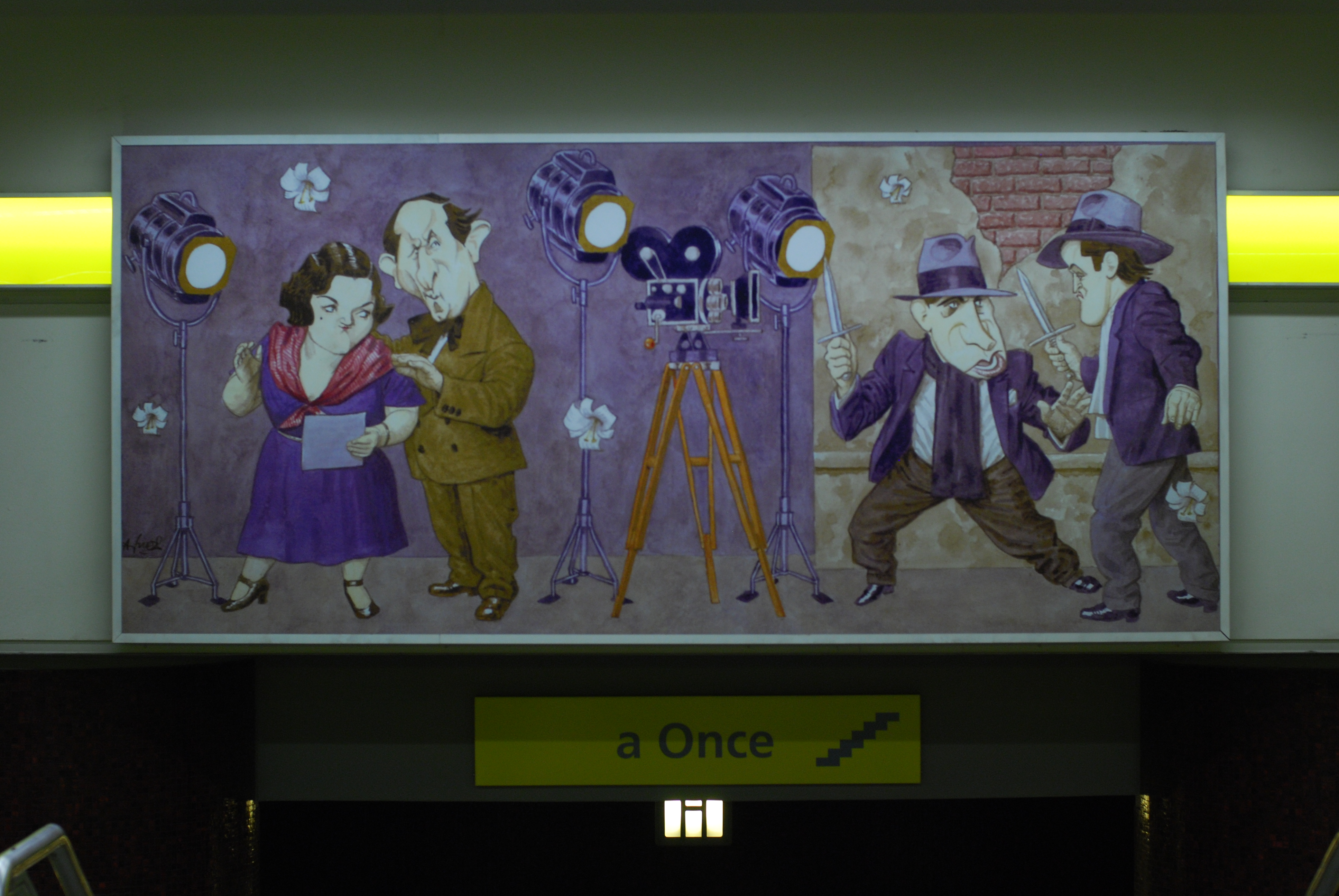
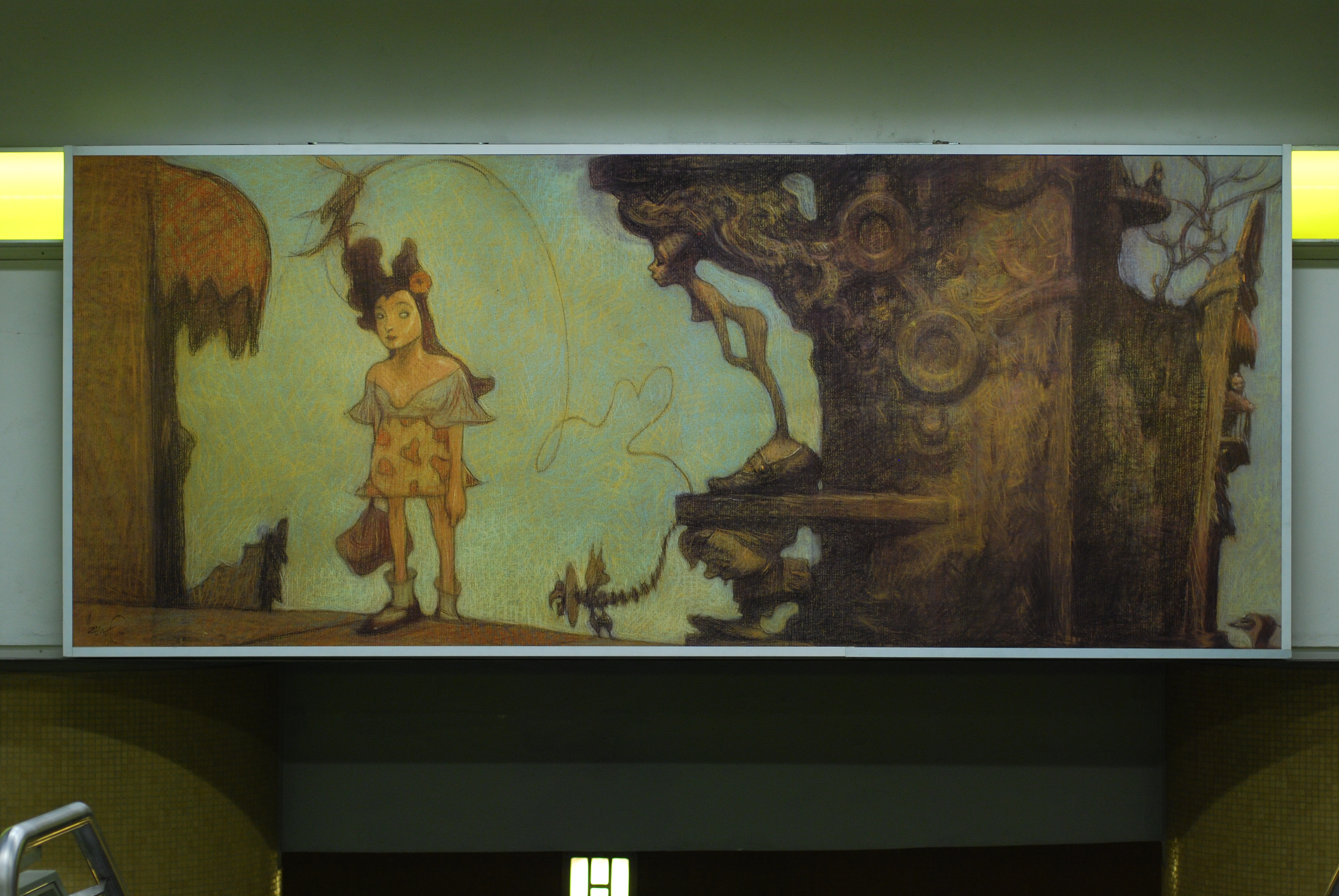
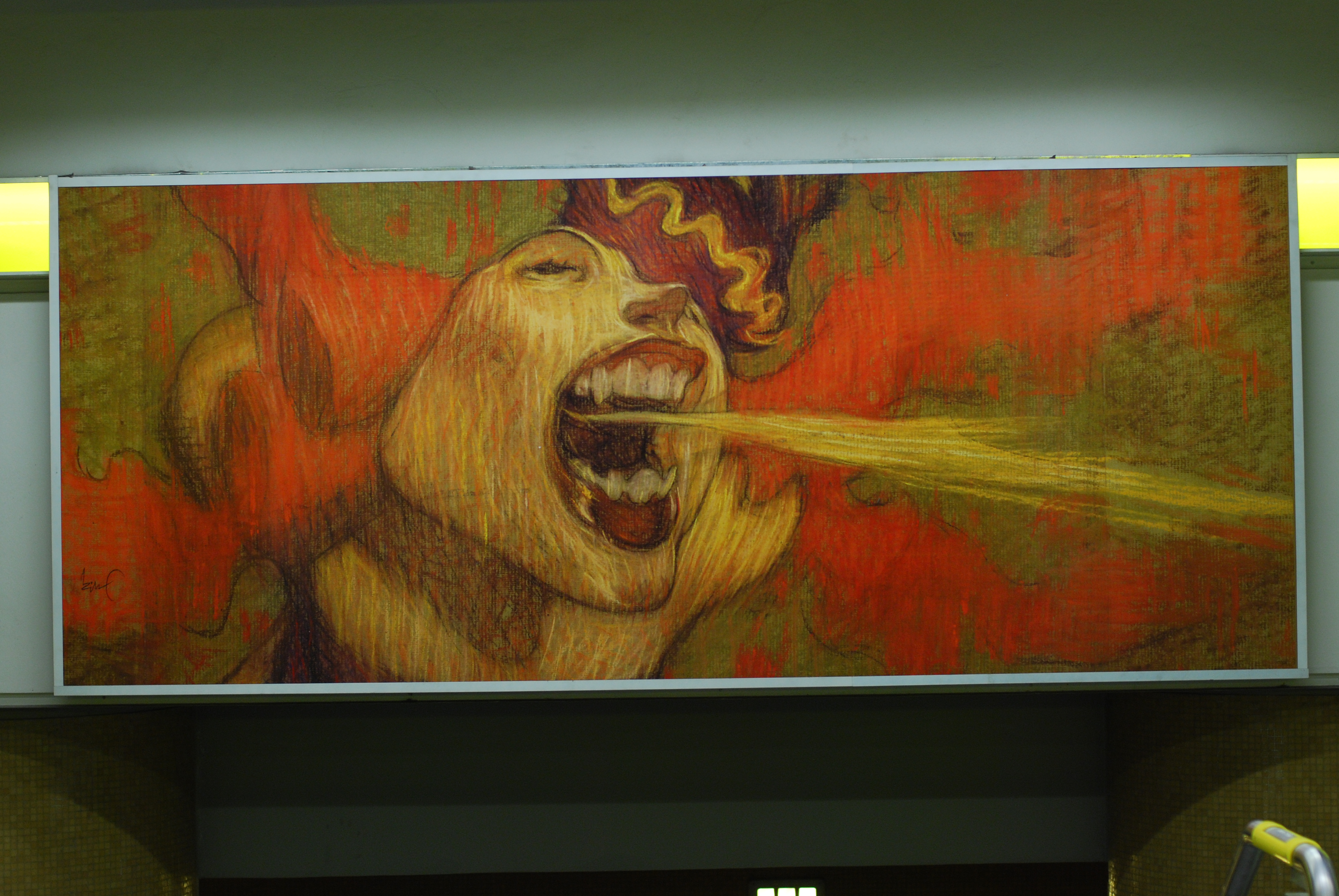
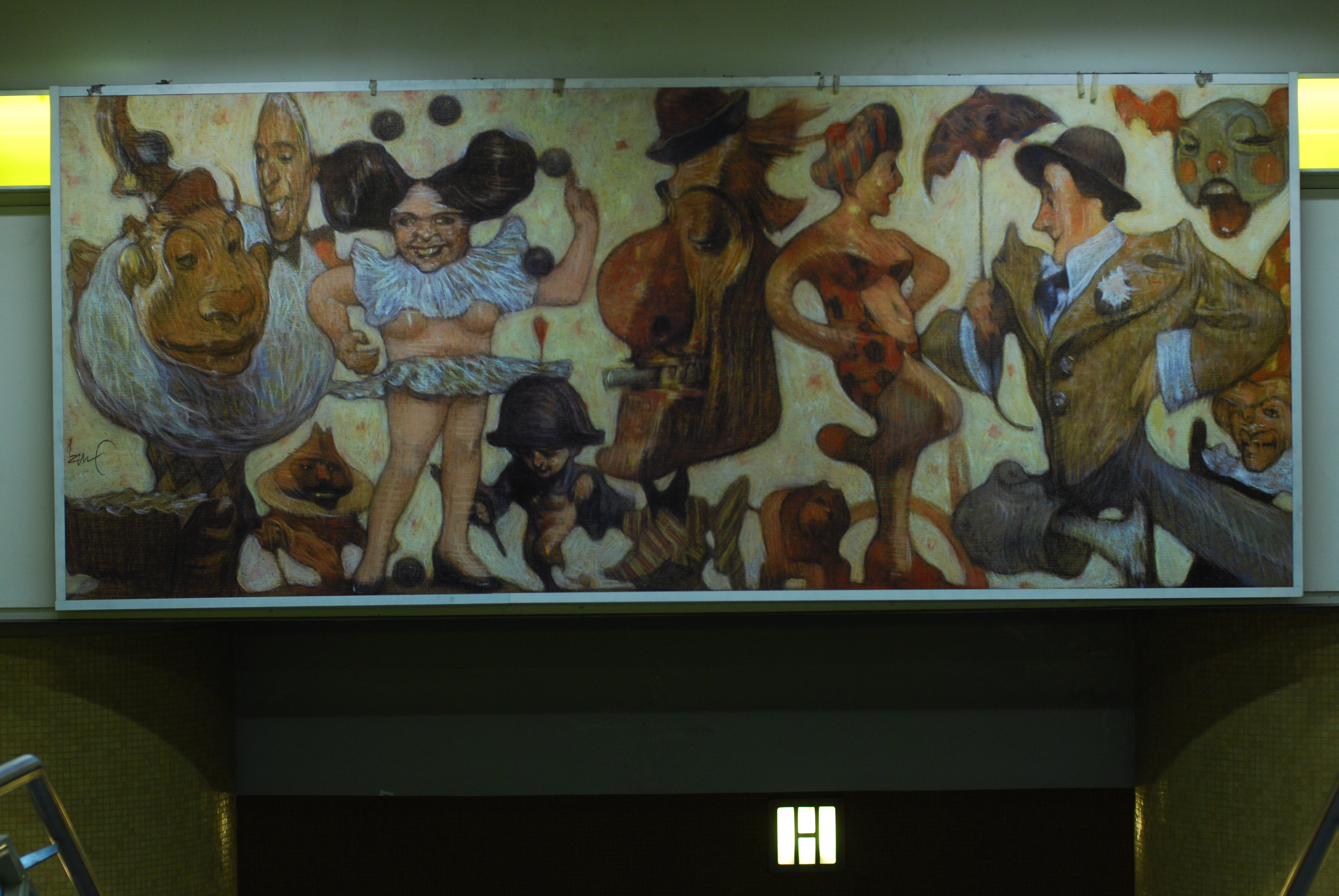
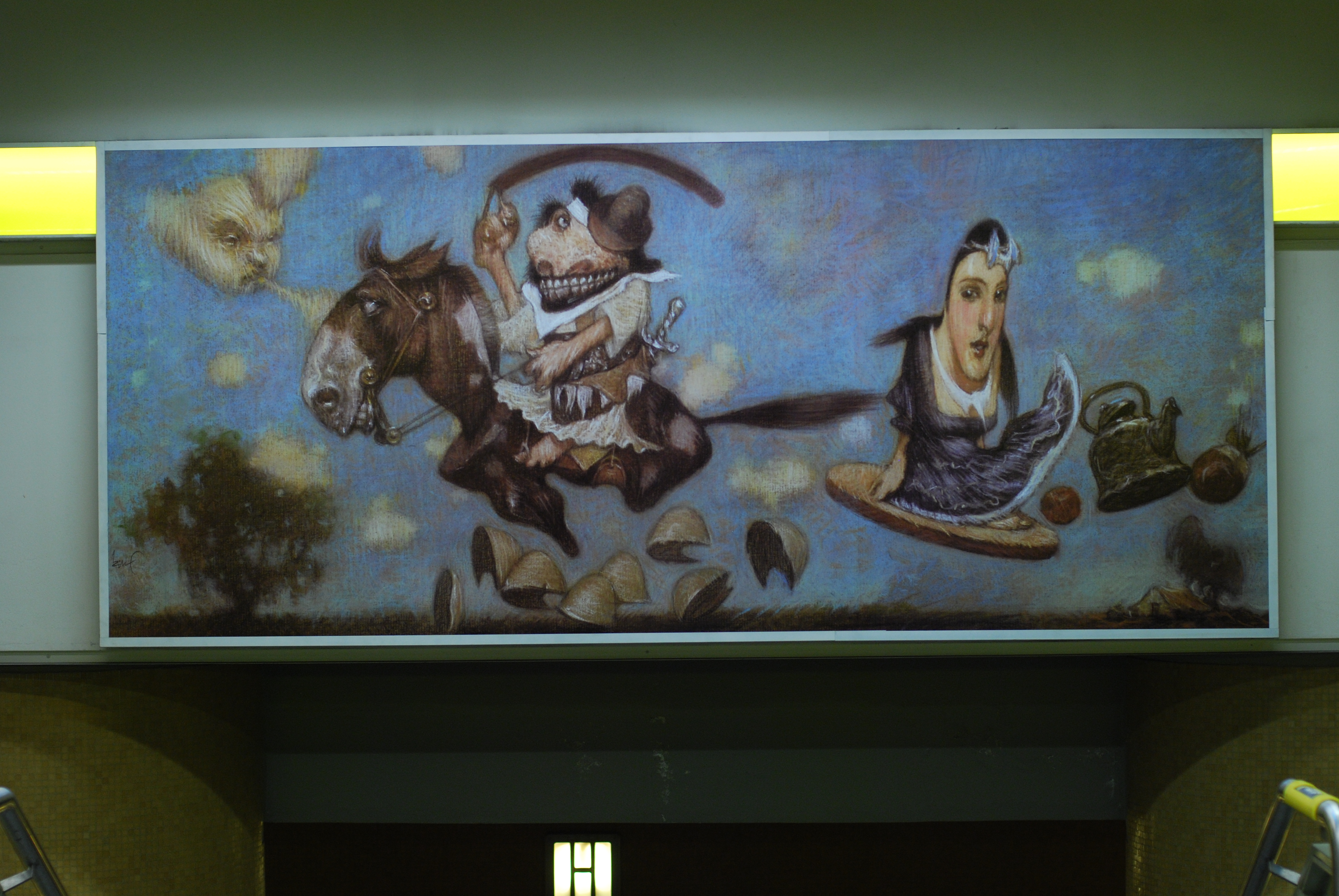